# Sulpicia (Latijnse dichteres)
Sulpicia was een Latijnse dichteres uit de tijd van keizer Augustus. Zij was waarschijnlijk een nicht van onder anderen Servius Sulpicius en Valerius Messala Corvinus, tot wiens literaire kring zij behoorde. Ze is onder meer bekend van haar gedichten in het vierde boek van het Corpus Tibullianum.

## Biografie
Vermoedelijk is Sulpicia de enige dichteres uit de Latijnse literatuur van wie we enkele verzen bezitten. Waar en wanneer ze geboren werd, wie ze was en wanneer ze gestorven is, is ons niet bekend. Zij moet haar vader als kind verloren hebben, waardoor haar oom Valerius Messala Corvinus (64 v.C.-13 n.C.) tot voogd over haar werd aangesteld. Wellicht was hij de broer van haar moeder Valeria. Messala kon bogen op enige roem als krijgsheer. Hij had ook een literaire kring rond zich, waartoe dichters als Tibullus en Cornutus hebben behoord. Deze kring was vrij bijzonder, omdat de meeste dichters bij de groep van de vertrouweling van de keizer van dat moment, Augustus behoorden. Deze vertrouweling was Maecenas. We noemen tegenwoordig een gulle gever voor kunst nog steeds een Maecenas.
Het is waarschijnlijk dat Sulpicia zowel Tibullus als Cornutus gekend heeft. Wellicht is ze dankzij die informele contacten en de goede opvoeding die ze via haar oom genoot  ook tot het schrijven van gedichten overgegaan. 

## Werken
De amper veertig verzen van Sulpicia die via Tibullus tot ons kwamen zijn geschreven in  elegische disticha. De zes Sulpiciagedichten bevinden zich in het vierde boek Elegieën van het Corpus Tibullianum. De chronologie ervan is betwist. Op emotionele en vrijgevochten manier richt Sulpicia zich tot een zekere Cerinthus die met haar gebroken had. Dit kan een schuilnaam zijn geweest voor Cornutus, alhoewel dit niet met zekerheid valt vast te stellen. Mocht dit het geval zijn geweest, dan zal Tibullus de situatie zeker van dichtbij hebben kunnen volgen. Hijzelf of Cornutus hebben in hetzelfde boek enkele antwoorden op Sulpicia's verzen geschreven.  Haar verzen zijn zeer persoonlijk en lijken zo uit een dagboek te komen. Op enkele papyrussnippers en andere fragmenten na, zijn dit in elk geval de enige lyrische ontboezemingen van een vrouw die ons in de Latijnse literatuur bewaard zijn gebleven. Dat gegeven alleen al verleent er een bijzonder aura aan.

## Stijl en karakter
Sulpicia's gedichten waren relatief kort. De verzen getuigen van zelfkennis en schetsen een situatie uit het perspectief van Sulpicia zelf. De gedichten zijn erg direct en persoonlijk.

## Nederlandse vertalingen
- Vos, Mieke de (red./vertaling): Ik verlang en sta in brand. Van Sapfo tot Sulpicia, Athenaeum, 2020, ISBN 9789025312282.